# Cleveland Browns 2012
La stagione 2012 dei Cleveland Browns è stata la 59ª della franchigia nella National Football League. La squadra terminò con un record di 5-11, mancando l'accesso ai playoff per il decimo anno consecutivo. In questa stagione la proprietà passò a Jimmy Haslam, che la acquistò da Randy Lerner il 25 ottobre.

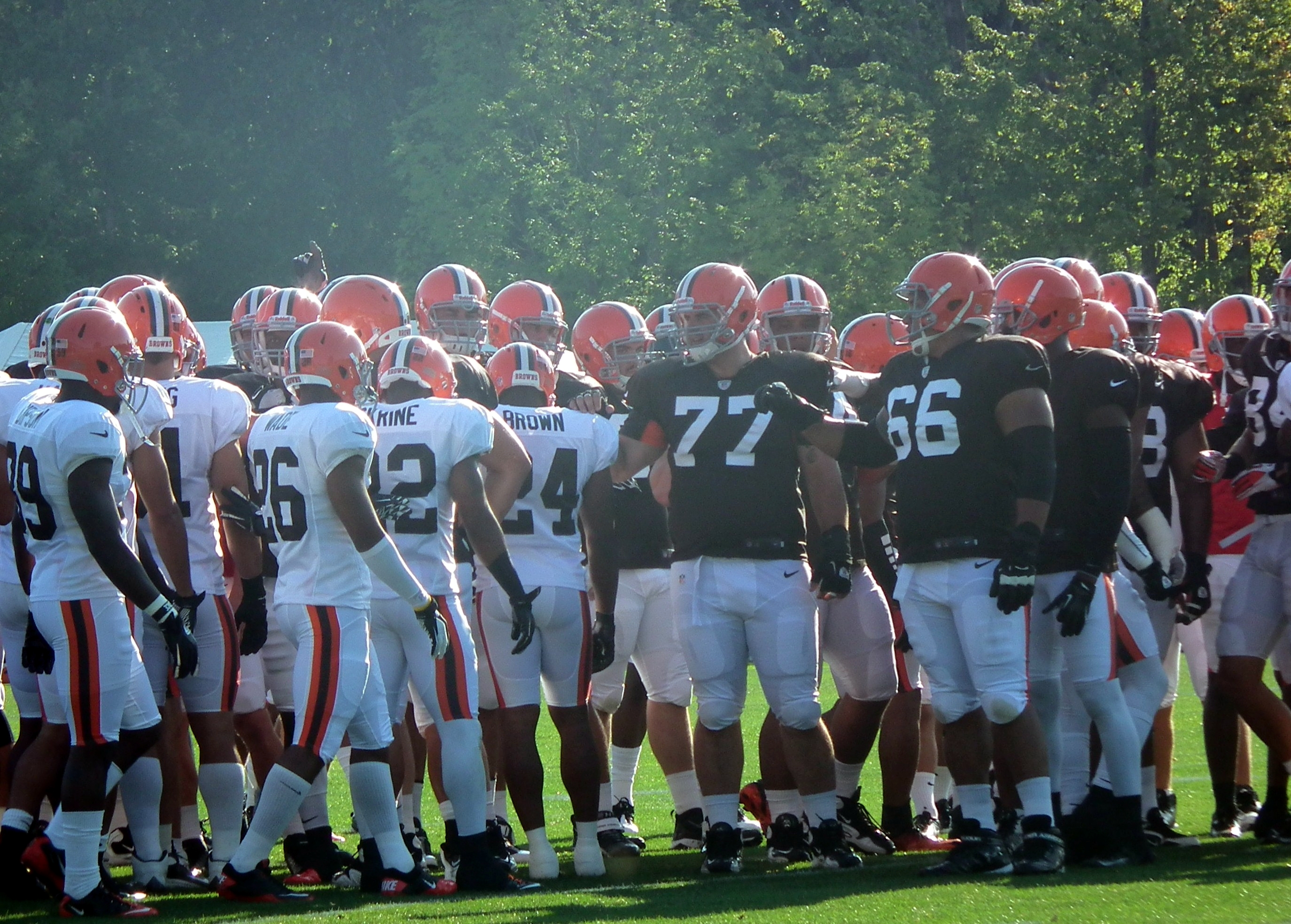
Il training camp 2012 dei Browns

## Roster
| Roster dei Cleveland Browns nel 2012 |
| --- |
| Quarterback - 8 Josh Johnson - 9 Thaddeus Lewis - 12 Colt McCoy - 3 Brandon Weeden Running Back - 20 Montario Hardesty - 29 Brandon Jackson - 48 Owen Marecic FB - 25 Chris Ogbonnaya - 33 Trent Richardson - 47 Brad Smelley FB/TE Wide Receiver - 80 Travis Benjamin - 88 Josh Cooper - 16 Josh Cribbs - 13 Josh Gordon - 15 Greg Little Tight End - 84 Jordan Cameron - 81 Alex Smith FB - 82 Benjamin Watson Offensive Linemen - 75 Oniel Cousins G - 77 John Greco G - 66 Shawn Lauvao G - 55 Alex Mack C - 60 Ryan Miller G/T - 72 Mitchell Schwartz T - 74 Jarrod Shaw G - 73 Joe Thomas T Defensive Linemen - 91 Hall Davis DE - 93 John Hughes DT - 67 Ishmaa’ily Kitchen DT - 95 Juqua Parker DE - 71 Ahtyba Rubin DT - 92 Frostee Rucker DE - 97 Jabaal Sheard DE - 98 Phil Taylor DT - 90 Billy Winn DE Linebacker - 94 Tank Carder MLB - 58 L.J. Fort OLB - 52 D'Qwell Jackson MLB - 56 Kaluka Maiava OLB - 54 Adrian Moten OLB - 53 Craig Robertson MLB Defensive Back - 37 Johnson Bademosi FS - 24 Sheldon Brown CB - 39 Tashaun Gipson FS - 23 Joe Haden CB - 27 Eric Hagg FS - 31 Prince Miller CB - 22 Buster Skrine CB - 41 Ray Ventrone FS - 26 Trevin Wade CB Special Team - 4 Phil Dawson K - 2 Reggie Hodges P - 57 Christian Yount LS Lista delle riserve - 59 Emmanuel Acho MLB (IR) - -- Auston English DE (IR) - 99 Scott Fujita OLB (IR) - 51 Chris Gocong OLB (IR) - 50 James-Michael Johnson LB (IR) - 11 Mohamed Massaquoi WR (IR) - 10 Jordan Norwood WR (IR-DRF) - 62 Jason Pinkston G (IR) - 70 Brian Sanford DE (IR) - 96 Emmanuel Stephens DE (IR) - 28 Usama Young SS (IR) - 43 T.J. Ward S (IR) - 44 Eddie Williams FB (IR) Squadra di allenamento - 65 Kendrick Adams DE - 63 Bryant Browning G - 87 George Bryan TE - 64 Ricky Elmore OLB - 61 Garth Gerhart G - 36 Jordan Mabin CB - 17 Rod Windsor WR - 68 D.J. Young OT |
| Legenda - I rookie sono in corsivo. - Il primo ruolo è il principale mentre gli eventuali successivi indicano i ruoli secondari. - (IR) sta per Injured Reserve ed indica la lista ristretta per un solo giocatore infortunato che può tornare ad allenarsi dopo la settimana 6 e a rientrare in prima squadra dopo che questa ha giocato 8 partite. - (NF-Inj.) / (NF-Ill.) stanno rispettivamente per Non-Football Injured e Non-Football Illness ed indicano le liste dove viene inserito un giocatore che ha un infortunio o una malattia non dipendente dal football americano. - (PUP) sta per Physically Unable to Perform ed indica la lista dove viene inserito un giocatore mentre è in attesa di recuperare la condizione fisica. Nella stagione regolare dopo la sesta partita giocata dalla propria squadra, il giocatore ha tempo tre settimane per riprendere ad allenarsi, più tre settimane aggiuntive dal suo rientro agli allenamenti per rientrare in prima squadra. |

## Calendario
| Stagione regolare |                    |                        |                    |                    |                                     |                    |
| Turno             | Data               | Avversario             | Risultato          | Record             | Stadio                              | Sintesi            |
| 1                 | 9 settembre        | Philadelphia Eagles    | S 16–17            | 0–1                | Cleveland Browns Stadium            | Recap              |
| 2                 | 16 settembre       | at Cincinnati Bengals  | S 27–34            | 0–2                | Paul Brown Stadium                  | Recap              |
| 3                 | 23 settembre       | Buffalo Bills          | S 14–24            | 0–3                | Cleveland Browns Stadium            | Recap              |
| 4                 | 27 settembre       | at Baltimore Ravens    | S 16–23            | 0–4                | M&T Bank Stadium                    | Recap              |
| 5                 | 7 ottobre          | at New York Giants     | S 27–41            | 0–5                | MetLife Stadium                     | Recap              |
| 6                 | 14 ottobre         | Cincinnati Bengals     | V 34–24            | 1–5                | Cleveland Browns Stadium            | Recap              |
| 7                 | 21 ottobre         | at Indianapolis Colts  | S 13–17            | 1–6                | Lucas Oil Stadium                   | Recap              |
| 8                 | 28 ottobre         | San Diego Chargers     | V 7–6              | 2–6                | Cleveland Browns Stadium            | Recap              |
| 9                 | 4 novembre         | Baltimore Ravens       | S 15–25            | 2–7                | Cleveland Browns Stadium            | Recap              |
| 10                | Settimana di pausa | Settimana di pausa     | Settimana di pausa | Settimana di pausa | Settimana di pausa                  | Settimana di pausa |
| 11                | 18 novembre        | at Dallas Cowboys      | S 20–23 (dts)      | 2–8                | Cowboys Stadium                     | Recap              |
| 12                | 25 novembre        | Pittsburgh Steelers    | V 20–14            | 3–8                | Cleveland Browns Stadium            | Recap              |
| 13                | 2 dicembre         | at Oakland Raiders     | V 20–17            | 4–8                | O.co Coliseum                       | Recap              |
| 14                | 9 dicembre         | Kansas City Chiefs     | V 30–7             | 5–8                | Cleveland Browns Stadium            | Recap              |
| 15                | 16 dicembre        | Washington Redskins    | S 21–38            | 5–9                | Cleveland Browns Stadium            | Recap              |
| 16                | 23 dicembre        | at Denver Broncos      | S 12–34            | 5–10               | Sports Authority Field at Mile High | Recap              |
| 17                | 30 dicembre        | at Pittsburgh Steelers | S 10–24            | 5–11               | Heinz Field                         | Recap              |

Note: gli avversari della propria division sono in grassetto.

## Classifiche
| AFC North              |    |    |   |      |     |      |     |     |     |
|                        | V  | S  | P | %    | DIV | CONF | PF  | PS  | STR |
| (4) Baltimore Ravens   | 10 | 6  | 0 | .625 | 4–2 | 8–4  | 398 | 344 | S1  |
| (6) Cincinnati Bengals | 10 | 6  | 0 | .625 | 3–3 | 7–5  | 391 | 320 | V3  |
| Pittsburgh Steelers    | 8  | 8  | 0 | .500 | 3–3 | 5–7  | 336 | 314 | V1  |
| Cleveland Browns       | 5  | 11 | 0 | .313 | 2–4 | 5–7  | 302 | 368 | S3  |